# Ana Duato Boix
Ana Duato Boix (València, País Valencià, 18 de juny de 1968) és una actriu valenciana de cinema i televisió.

## Biografia
Va nàixer a València el 18 de juny de 1968, filla de l'empresari Joaquín Duato i la infermera Zulema Boix. Dedica des de molt jove a la interpretació, debutà al cinema de la mà del director Basilio Martín Patino, intervenint a la seua pel·lícula Madrid (1987).
Aconseguí popularitat i reconeixement arran dels seus treballs a televisió, on ha protagonitzat nombroses sèries. El 1989 aparegué en un capítol de Brigada Central, de Pedro Masó, on coincidí per primer cop amb Imanol Arias, actor molt vinculat a la seua trajectòria posterior. El 1992 intervingué a Celia, una adaptació reeixida dels contes d'Elena Fortún, a càrrec de José Luis Borau i Carmen Martín Gaite. Dos anys després protagonitzà juntament amb Juanjo Puigcorbé la sèrie Villarriba i Villabajo, treballà en to de comèdia pel que optà al premi Fotogramas de Plata com a millor actriu de televisió.
El 1996 es consagrà en la seua carrera cinematogràfica. Pilar Miró li encarregà el paper de Marcela a la seva memorable adaptació d'El perro del hortelano, i inicià una fructífera col·laboració amb el director càntabre Mario Camus, realitzant els papers protagonistes de les seves pel·lícules Adosados i El color de las nubes.
Tornà el 1997 a la televisió amb un paper principal a Médico de familia. Aconseguí un Fotogramas de Plata per la seua interpretació i abandonà la sèrie en donar a llum el seu primer fill. El 1998 s'incorporà a l'equip de Querido maestro, novament amb Imanol Arias, i més endavant protagonitzà Mediterráneo, sèries entre comèdia i el drama.
Després de participar en la pel·lícula Las razones de mis amigos (Gerardo Herrero, 2000), Ana Duato encarnà la dona de Severo Ochoa a la luxosa producció de TVE dedicada al científic asturià, un nou èxit que aviat revalidà el que seria el seu personatge més popular i premiat de la seva trajectòria, Mercedes Fernández, a Cuéntame cómo pasó, sèrie de televisió que la torna a unir amb Imanol Arias i que ha comptat amb la seva dedicació absoluta fins al 2014. Entre altres reconeixements, fou seleccionada com semifinalista europea a la 33a edició dels Premis Emmy Internacional el 2005 en la categoria de millor actriu.
Ana Duato també és ambaixadora de bona voluntat d'Unicef i col·labora en diversos projectes humanitaris, com al Níger el 2006.

## Filmografia

### Pel·lícules
- Las razones de mis amigos (2000)
- La vuelta de El Coyote (1998)
- El color de las nubes (1997)
- El perro del hortelano (1996)
- Adosados (1996)
- Amor propio (1994)
- Los amigos del muerto (1993)
- Y creó en el nombre del padre (1993)
- Una estación de paso (1992)
- Cómo levantar 1000 kilos (1991)
- Un negre amb un saxo (1989)
- Madrid (1987)

### Sèries de televisió
- Un país para comérselo (2013) Episodi
- Cuéntame cómo pasó (2001 - 2023)
- Severo Ochoa, la conquista de un Nobel (2001)
- Mediterráneo (1999 - 2000)
- Querido maestro (1998)
- Médico de familia (1997)
- Villarriba y Villabajo (1994)
- Celia (1992)
- Brigada Central (1989)